# Herbert Wimmer
Herbert Wimmer – detto Hacki – (Eupen, 9 novembre 1944) è un ex calciatore tedesco, di ruolo centrocampista.

## Carriera

### Club
A livello giovanile giocò con il Borussia Brand, compagine di Aquisgrana. Nel 1966 fu ingaggiato dal Borussia Mönchengladbach, con cui giocò fino al 1978 e di cui è il terzo giocatore con più presenze.

### Nazionale
Con la Nazionale tedesca occidentale si laureò campione d'Europa 1972 e campione del mondo 1974.

## Palmarès

### Club

#### Competizioni nazionali
- Campionato tedesco: 5

Borussia M'gladbach: 1969-1970, 1970-1971, 1974-1975, 1975-1976, 1976-1977
- Coppa di Germania: 1

Borussia M'gladbach: 1972-1973

#### Competizioni internazionali
- Coppa UEFA: 1

Borussia M'gladbach: 1974-1975

### Nazionale
- Campionato d'Europa: 1

1972
- Campionato mondiale: 1

1974